# 土門拳賞
土門拳賞（どもんけんしょう）は日本の写真家である土門拳を敬して、1981年に毎日新聞社が創刊110周年記念事業として創設した写真賞である。社会・人物・自然などを対象とする。同じくリアリズム写真で有名な木村伊兵衛を記念して作られた木村伊兵衛写真賞と共に、写真界の中堅・もしくは新人に与えられる賞である。受賞作品は東京・銀座および大阪のニコンサロンと山形県酒田市の土門拳記念館で展示され、同館で保管される。
木村伊兵衛写真賞が写真界の芥川賞と呼ばれるのに対し、土門拳賞はよく、写真界の直木賞と呼ばれることが多い。なお、土門本人は、1979年から没年の1990年までは昏睡状態のため、この賞には直接関わってはいない。

## 受賞者・受賞作一覧
| 回     | 年     | 受賞者     | 作品                                                  | 備考  |
| ------ | ------ | ---------- | ----------------------------------------------------- | ----- |
| 第1回  | 1982年 | 三留理男   | 「ケニア飢餓前線」「アコロ」「国境を越えた子供たち」  |       |
| 第2回  | 1983年 | 内藤正敏   | 「出羽三山と修験」                                    |       |
| 第3回  | 1984年 | 野町和嘉   | 「バハル」「サハラ悠遠」                              |       |
| 第4回  | 1985年 | 江成常夫   | 「シャオハイの満州」                                  |       |
| 第5回  | 1986年 | 新正卓     | 「遥かなる祖国」                                      |       |
| 第6回  | 1987年 | 菅洋志     | 「バリ・超夢幻界」                                    |       |
| 第7回  | 1988年 | 西川孟     | 「ひと・もの・こころ」                                |       |
| 第8回  | 1989年 | 津田一郎   | 「無明地帯シリーズ“奥の細道”」                        |       |
| 第9回  | 1990年 | 宮崎学     | 「フクロウ」                                          |       |
| 第10回 | 1991年 | 十文字美信 | 「黄金風天人」                                        |       |
| 第11回 | 1992年 | 今枝弘一   | 「ロシアン・ルーレット」                              |       |
| 第12回 | 1993年 | 長倉洋海   | 「マスード 愛しの大地アフガン」                       |       |
| 第13回 | 1994年 | 南良和     | 「秩父三十年」                                        |       |
| 第14回 | 1995年 | 鈴木清     | 「修羅の圏（たに）」                                  |       |
| 第15回 | 1996年 | 砂守勝巳   | 「漂う島とまる水」                                    |       |
| 第16回 | 1997年 | 須田一政   | 「人間の記憶」                                        |       |
| 第17回 | 1998年 | 本橋成一   | 「ナージャの村」など                                  |       |
| 第18回 | 1999年 | 水越武     | 「森林列島」                                          |       |
| 第19回 | 2000年 | 金村修     | 「BLACK PARACHUTE EARS,1991-1999」                    |       |
| 第20回 | 2001年 | 大石芳野   | 「ベトナム凛と」                                      |       |
| 第21回 | 2002年 | 百瀬俊哉   | 「東京＝上海」                                        |       |
| 第22回 | 2003年 | 広河隆一   | 「写真記録 パレスチナ」                               |       |
| 第23回 | 2004年 | 鬼海弘雄   | 「PERSONA」                                           |       |
| 第24回 | 2005年 | 坂田栄一郎 | 「PIERCING THE SKY-天を射る」                         |       |
| 第25回 | 2006年 | 内山英明   | 「JAPAN UNDERGROUND III」「東京デーモン」             |       |
| 第26回 | 2007年 | 中村征夫   | 「海中2万7000時間の旅」                               |       |
| 第27回 | 2008年 | 土田ヒロミ | 「土田ヒロミのニッポン」                              |       |
| 第28回 | 2009年 | 今森光彦   | 「昆虫 4億年の旅」                                    |       |
| 第29回 | 2010年 | 鈴木龍一郎 | 「RyUlysses リュリシーズ」                            |       |
| 第30回 | 2011年 | 石川直樹   | 「CORONA」                                            |       |
| 第31回 | 2012年 | 高梨豊     | 「IN'」                                               |       |
| 第32回 | 2013年 | 亀山亮     | 「AFRIKA WAR JOURNAL」                                |       |
| 第33回 | 2014年 | 桑原史成   | 「不知火海」「水俣事件」                              |       |
| 第34回 | 2015年 | 下瀬信雄   | 「結界」                                              | [ 2 ] |
| 第35回 | 2016年 | 山内道雄   | 「DHAKA2」                                            |       |
| 第36回 | 2017年 | 梁丞佑     | 「新宿迷子」                                          |       |
| 第37回 | 2018年 | 潮田登久子 | 「本の景色 ＢＩＢＬＩＯＴＨＥＣＡ」                   |       |
| 第38回 | 2019年 | 高橋智史   | 「RESISTANCE カンボジア 屈せざる人々の願い」          |       |
| 第39回 | 2020年 | 藤本巧     | 「寡黙な空間 韓国に移住した日本人漁民と花井善吉院長」 | [ 3 ] |
| 第40回 | 2021年 | 大竹英洋   | 「ノースウッズ－生命を与える大地－」                  |       |
| 第41回 | 2022年 | 北島敬三   | 「UNTITLED RECORDS」                                  |       |
| 第42回 | 2023年 | 船尾修     | 「満洲国の近代建築遺産」                              |       |
| 第43回 | 2024年 | 石川真生   | 「私に何ができるか」                                  | [ 4 ] |
| 第44回 | 2025年 | 小柴一良   | 「水俣物語 MINAMATA STORY 1971-2024」                 | [ 5 ] |